# Пам'ятки історії Пирятинського району
У Пирятинському районі Полтавської області нараховується 57 пам'яток історії.
| #  | назва | адреса                                                         | роки події            | роки встановлення | автор                                    | матеріали                 | розміри                          | рішення                                           |
| -- | --- | -------------------------------------------------------------- | --------------------- | ----------------- | ---------------------------------------- | ------------------------- | -------------------------------- | ------------------------------------------------- |
| 1  | Будинок, в якому працював повітовий комітет комсомолу                                                                               | м. Пирятин, вул. Пушкіна, 33                                   | 1919                  | 1967 — мем. дошка | —                                        | одноповепрховий, цегляний | площа 827 м2                     | -                                                 |
| 2  | Меморіальний комплекс Пам'ятників періоду громадянськиої і Великої Вітчизняної воєн:                                                | м. Пирятин, пл. Борців Революції                               | 1920, 1941–1945       | 1978 ре-констр.   | ск. Л.Куляпко-Корецька, арх. В.Гнєзділов | обеліск — граніт          | вис. 18 м                        | -                                                 |
| 3  | братська могила учасників громадянської війни                                                                                       | м. Пирятин                                                     | 1917 — 1922           | —                 | —                                        | могильна плита — граніт   | 1,4 х 0,8 м                      | -                                                 |
| 4  | могила борця за встановлення радянської влади І. І. Голобородька                                                                    | м. Пирятин                                                     | 1901 — 1920           | —                 | —                                        | могильна плита — граніт   | 1,4 х 0,8 м                      | -                                                 |
| 5  | могила молодшого політпрацівника П. П. Сав'яненка                                                                                   | м. Пирятин                                                     | 1913 — 1941           | —                 | —                                        | могильна плита — граніт   | 1,4 х 0,8 м                      | -                                                 |
| 6  | могила Героя Радянського Союзу старшини Д. К. Привалова                                                                             | м. Пирятин                                                     | 1908 — 1943           | —                 | —                                        | могильна плита — граніт   | 1,4 х 0,8 м                      | -                                                 |
| 7  | могила Героя Радянського Союзу підполковника Г. М. Шевченка                                                                         | м. Пирятин                                                     | 1902 — 1943           | —                 | —                                        | могильна плита — граніт   | 1,4 х 0,8 м                      | -                                                 |
| 8  | братська могила радянських воїнів                                                                                                   | м. Пирятин                                                     | 1941, 1943            | —                 | —                                        | могильна плита — граніт   | 1,4 х 0,8 м                      | -                                                 |
| 9  | пам'ятний знак полеглимвоїнам-землякам, що загинулина фронтах ВеликоїВітчизняної війни                                              | м. Пирятин                                                     | 1941 — 1945           | —                 | —                                        | стела — граніт            | вис. 1,4 м                       | -                                                 |
| 10 | Братська могила радянських воїнів                                                                                                   | м. Пирятин, територія районної лікарні (вул. Визволення, 54)   | 1941                  | 1950              | Місцеві майстри                          | обеліск — граніт          | вис. 2,5 м                       | -                                                 |
| 11 | Пам'ятний знак полеглим на честь воїнських з'єдань, що звільняли місто від німецько-фашистських загарбників                         | м. Пирятин, вул. Петровського, сквер                           | 1943                  | 1968              | Київські художні майстерні               | стела — залізобетон       | вис. 2,8 м                       | 1968, заходи Пирятинського райвиконкому.          |
| 12 | Меморіальна дошка на честь 237-ї і 309-ї Пирятинських стрілецьких дивізій, які звільнили місто                                      | м. Пирятин, вул. Леніна, 12                                    | 1943                  | 1967              | Місцеві майстри                          | мармур                    | 0,8 х 0,6 м                      | 1967, заходи Пирятинського райвиконкому.          |
| 13 | Меморіальна дошка на честь земляка — Героя Радянського Союзу П. Ф. Цибаня                                                           | м. Пирятин, вул. Леніна, 35                                    | 1909 — 1943           | 1976              | ск. І.Копайгоренко                       | бронза                    | 1,2 х 0,8 м                      | Рішення облвиконкому№ 20 від 14.03.1975 р.        |
| 14 | Меморіальна дошка на честь перебування в місті Т. Г. Шевченка                                                                       | м. Пирятин, вул. Пушкіна, 33                                   | 1843, 1845, 1849      | 1967              | Місцеві майстри                          | мармур                    | 1,2 х 0,8 м                      | -                                                 |
| 15 | Будинок школи, в якій вчився український поет-воїн К. М. Герасименко                                                                | м. Пирятин, вул. Пролетарська, 90                              | 1919 — 1922           | 1967              | —                                        | двоповерховий цегляний    | площа −440 м2                    | -                                                 |
| 16 | Пам'ятник трудової Слави — трактор «Універсал»                                                                                      | м. Пирятин, вул. Червоноармійська, 94                          | —                     | 1967              | Місцеві майстри                          | пост. — цегла оштук.      | вис. 3,5 м                       | -                                                 |
| 17 | Меморіальна дошка на честь перебування Військової Ради Південно-Західного фронту в селі                                             | с. Верхоярівка, на буд. колишньої школи                        | 1941                  | 1970              | Київські художні майстерні               | граніт                    | 0,85 х0,65 м                     | -                                                 |
| 18 | Братська могила радянських воїнів, пам'ятний знак полеглим воїнам-землякам                                                          | с. Верхоярівка, меморіальний комплекс                          |                       |                   |                                          |                           |                                  |                                                   |
| 19 | Братська могила радянських воїнів, пам'ятний знак полеглим воїнам-землякам                                                          | с. Березова Рудка, меморіальний комплекс, центр                | 1941, 1943, 1941–1945 | 1957              | ск. А. Білостоцький                      | залізобетон, цегла оштук. | вис. ск. — 1,75 м, пост. — 0,63  | -                                                 |
| 20 | Братська могила жертв фашизму | с. Березова Рудка, територія радгоспу-технікуму                | 1941 — 1942           | 1946              | Місцеві майстри                          | обеліск — цегла оштук.    | вис. 2,2 м                       | -                                                 |
| 21 | Меморіальна дошка на честь земляка — Героя Радянського Союзу С. Н. Мирводи                                                          | с. Березова Рудка, на будинку культури                         | 1904 — 1944           | 1979              | ск. І.Копайгоренко                       | бронза                    | 1,2 х 0,8 м                      | Рішення облвиконкому№ 20 від 14.03.1975 р.        |
| 22 | Будинок Закревських, в якому перебував Т. Г. Шевченко                                                                               | с. Березова Рудка, радгосп-технікум                            | 1843, 1845, 1946      | 1961 — мем. дошка | —                                        | двоповерховий, цегляний   | площа — 1141 м2                  | -                                                 |
| 23 | Братська могила радянських воїнів, пам'ятний знак полеглим воїнам-землякам                                                          | с. Крячківка, площа села, меморіальний комплекс                | 1941, 1941–1945       | 1967              | Київський скульптурний комбінат          | залізобетон, цегла оштук. | вис. ск. — 2,9 м, пост. — 1,7 м  | Заходи райвиконкому до 50-річчя Радянської влади. |
| 24 | Могила радянського воїна | с. Крячківка, кладовище                                        | 1941                  | 1965              | Місцеві майстри                          | обеліск — цегла оштук.    | вис. 4,0 м                       | -                                                 |
| 25 | Група (3) братських могил радянських воїнів, жертв фашизму, могила медсестри Н. Я. Костенецької                                     | с. Білоцерківці, кладовище, група могил                        | 1941                  | 1957              | Київський скульптурний комбінат          | залізобетон, цегла оштук. | вис. ск. — 2,6 м, пост. — 1,4 м  | -                                                 |
| 26 | Пам'ятний знак полеглим воїнам-землякам                                                                                             | с. Білоцерківці, центр                                         | 1941 — 1945           | 1966              | Місцеві майстри                          | обеліск — цегла оштук.    | вис. 3,0 м                       | -                                                 |
| 27 | Братська могила радянських воїнів, пам'ятний знак полеглим воїнам-землякам                                                          | с. Яцини, біля школи, меморіальний комплекс                    | 1941, 1941–1945       | 1950              | ск. Я. Рик, арх. Н. Клейн                | залізобетон, цегла оштук. | вис.ск. −2,6 м, пост. — 1,8 м    | -                                                 |
| 28 | Братські могили радянських воїнів (2), пам'ятний знак полеглим воїнам-землякам                                                      | с. Велика Круча, меморіальний комплекс, біля школи, центр      | 1941, 1943, 1941–1945 | 1956              | Київський скульптурний комбінат          | залізобетон, цегла оштук. | вис. ск. — 1,6 м, пост. — 1,8 м  | -                                                 |
| 29 | Братська могила радянських воїнів, пам'ятний знак полеглим воїнам-землякам                                                          | с. Повстин, біля будинку культури, меморіальний комплекс       | 1941, 1941–1945       | 1957              | Київський скульптурний комбінат          | залізобетон, граніт       | вис. ск. — 2,6 м, пост. — 1,6 м  | -                                                 |
| 30 | Могила радянського воїна, пам'ятний знак полеглим воїнам-землякам                                                                   | с. Вікторія, вул. Жовтнева, меморіальний комплекс              | 1941, 1941–1945       | 1957              | Київський скульптурний комбінат          | залізобетон, цегла оштук. | вис. ск. — 2,5 м, пост. — 1,8 м  | -                                                 |
| 31 | Братська могила радянських воїнів, жертв фашизму, пам'ятний знак полеглим воїнам-землякам                                           | с. Олександрівка, вул. Леніна, меморіальний комплекс           | 1941, 1943, 1941–1945 | 1957              | Київський скульптурний комбінат          | залізобетон, цегла оштук. | вис. ск. — 2,4 м, пост. — 1,5 м  | -                                                 |
| 32 | Братська могила учасників встановлення радянської влади, радянських воїнів, жжертв фашизму, пам'ятний знак полеглим воїнам-землякам | с. Грабарівка, біля будинку культури, меморіальний комплекс    | 1929, 1941, 1941–1945 | 1957              | Київський скульптурний комбінат          | залізобетон, цегла оштук. | вис. ск. — 2,65 м, пост. — 1,6 м | -                                                 |
| 33 | Меморіальна дошка на честь земляка — Героя Радянського Союзу Я. І. Пляшечника                                                       | с. Грабарівка, на будинку культури                             | 1907 — 1944           | 1975              | ск. І.Копайгоренко                       | бронза, барельєф          | 1,2 х 0,8 м                      | Рішення облвиконкому№ 20 від 14.03.1975 р.        |
| 34 | Братська могила радянських воїнів, пам'ятний знак полеглим воїнам-землякам                                                          | с. Вечірки, біля клубу, меморіальний комплекс                  | 1941, 1941–1945       | 1957              | Київський скульптурний комбінат          | залізобетон, цегла оштук. | вис. ск. — 2,6 м, пост. — 1,7 м  | -                                                 |
| 35 | Братська могила радянських воїнів, пам'ятний знак полеглим воїнам-землякам                                                          | с. Давидівка, вул. Кірова, меморіальний комплекс               | 1943, 1941–1945       | 1957              | Київський скульптурний комбінат          | залізобетон, цегла оштук. | вис. ск. — 2,4 м, пост. — 1,5 м  | -                                                 |
| 36 | Братська могила радянських воїнів, пам'ятний знак полеглим воїнам-землякам                                                          | с. Гурбинці, меморіальний комплекс                             | 1941, 1941–1945       | 1957              | Київський скульптурний комбінат          | залізобетон, цегла оштук. | вис. ск. — 3,0 м, пост. — 1,4 м  | -                                                 |
| 37 | Братська могила радянських воїнів, пам'ятний знак полеглим воїнам-землякам                                                          | с. Кроти, сквер, меморіальний комплекс                         | 1941, 1941–1945       | 1964              | Київський скульптурний комбінат          | залізобетон, цегла оштук. | вис. ск. — 2,9 м, пост. — 1,7 м  | -                                                 |
| 38 | Братська могила радянських воїнів, пам'ятний знак полеглим воїнам-землякам                                                          | с. Дейманівка, меморіальний комплекс                           | 1941, 1943, 1941–1945 | 1957              | Київський скульптурний комбінат          | залізобетон, цегла оштук. | вис. ск. — 2,8 м, пост. — 1,4 м  | -                                                 |
| 39 | Могила Героя Соціалістичної Праці М. І. Наглого                                                                                     | с. Дейманівка, кладовище                                       | 1902 — 1970           | 1975              | Київський скульптурний комбінат          | обеліск — граніт          | вис. 1,7 м                       | Рішення облвиконкому№ 20 від 14.03.1975 р.        |
| 40 | Братська могила радянських воїнів, жертв фашизму                                                                                    | с. Прихідьки, кладовище                                        | 1941, 1942            | 1956              | Місцеві майстри                          | обеліск — цегла оштук.    | вис. 2,25 м                      | -                                                 |
| 41 | Братська могила радянських воїнів                                                                                                   | с. Приходьки, 172 км траси Київ-Суми                           | 1941                  | 1957              | Київський скульптурний комбінат          | залізобетон, цегла оштук. | вис. ск. — 2,7 м, пост. — 1,9 м  | -                                                 |
| 42 | Братські могили (2) радянських воїнів, пам'ятний знак полеглим воїнам-землякам                                                      | с. Приходьки, центр, меморіальний комплекс                     | 1941, 1943, 1941–1945 | 1957              | Київський скульптурний комбінат          | залізобетон, цегла оштук. | вис. ск. — 2,6 м, пост. — 3,2 м  | -                                                 |
| 43 | Братська могила радянських воїнів, пам'ятний знак полеглим воїнам-земляка                                                           | с. Шкурати, меморіальний комплекс                              | 1941, 1941–1945       | 1957              | Місцеві майстри                          | обеліск — цегла оштук.    | вис. 2,8 м                       | -                                                 |
| 44 | Братська могила радянських воїнів, пам'ятний знак полеглим воїнам-землякам                                                          | с. Каплинці, меморіальний комплекс                             | 1941, 1941–1945       | 1957              | ск. О.Савельєв                           | залізобетон, цегла оштук. | вис. ск. — 2,4 м, пост. — 1,5 м  | -                                                 |
| 45 | Братська могила радянських воїнів, пам'ятний знак полеглим воїнам-землякам                                                          | с. Усівка, меморіальний комплекс                               | 1941, 1941–1945       | 1957              | ск. О.Савельєв                           | залізобетон, цегла оштук. | вис. ск. — 2,4 м, пост. — 1,6 м  | -                                                 |
| 46 | Могила Героя Соціалістичної Праці П. І. Прокопенко                                                                                  | с. Усівка, кладовище                                           |                       |                   |                                          |                           |                                  |                                                   |
| 47 | Братська могила радянських воїнів, пам'ятний знак полеглим воїнам-землякам                                                          | с. Малютинці, меморіальний комплекс                            | 1943, 1941–1945       | 1957              | Черкаські художні майстерні              | залізобетон, цегла оштук. | вис. ск. — 2,9 м, пост. — 1,2 м  | -                                                 |
| 48 | Братська могила радянських воїнів, пам'ятний знак полеглим воїнам-землякам                                                          | с. Сасинівка, парк, меморіальний комплекс                      | 1941, 1941–1945       | 1957              | Київський скульптурний комбінат          | залізобетон, цегла оштук. | вис. ск. — 2,7 м, пост. — 1,5 м  | -                                                 |
| 49 | Братська могила радянських воїнів, пам'ятний знак полеглимвоїнам-землякам                                                           | с. Кейбалівка, меморіальний комплекс                           | 1941, 1941–1945       | 1957              | Київський скульптурний комбінат          | залізобетон, цегла оштук. | вис. ск. — 2,57 м, пост. — 1,6 м | -                                                 |
| 50 | Братська могила радянських воїнів, пам'ятний знак полеглим воїнам-землякам                                                          | с. Леляки, меморіальний комплекс                               | 1941, 1941–1945       | 1957              | Київський скульптурний комбінат          | залізобетон, цегла оштук. | вис. ск. — 2,8 м, пост. — 1,6 м  | -                                                 |
| 51 | Братська могила жертв фашизму | с-ще Першотравневе                                             | 1941                  | 1960              | Київський скульптурний комбінат          | залізобетон, цегла оштук. | вис. ск. — 2,7 м, пост. — 1,6 м  | -                                                 |
| 52 | Братська могила радянських воїнів, пам'ятний знак полеглим воїнам-землякам                                                          | с. Смотрики, меморіальний комплекс                             | 1941, 1941–1945       | 1957              | Київські художні майстерні               | залізобетон, цегла оштук. | вис.ск. −2,5 м, пост. -,45 м     | -                                                 |
| 53 | Братська могила жертв фашизму, пам'ятний знак полеглим воїнам-землякам                                                              | с. Теплівка, парк, меморіальний комплекс                       | 1941, 1941–1945       | 1956              | Київські художні майстерні               | залізобетон, цегла оштук. | вис. ск. — 2,4 м, пост. — 2,6 м  | -                                                 |
| 54 | Меморіальна дошка на честь земляка — Героя Радянського Союзу О. І. Бідненка                                                         | с. Теплівка, на будинку школи                                  | 1920 — 1945           | 1975              | Київський скульптурний комбінат          | бронза                    | 1,2 х 0,8 м                      | Рішення облвиконкому№ 20 від 14.03.1975 р.        |
| 55 | Братська могила радянських воїнів, пам'ятний знак полеглим воїнам-землякам                                                          | с. Харківці, сквер, меморіальний комплекс                      | 1941, 1943, 1941–1945 | 1957              | Київський скульптурний комбінат          | залізобетон, цегла оштук. | вис. ск. — 2,7 м, пост. -,42 м   | -                                                 |
| 56 | Братська могила радянських воїнів, пам'ятний знак полеглим воїнам-землякам                                                          | с. Вишневе, територія сільської лікарні, меморіальний комплекс | 1941, 1941–1945       | 1957              | Київський скульптурний комбінат          | залізобетон, цегла оштук. | вис. ск. — 2,87 м, пост. −1,55 м | -                                                 |
| 57 | Могила радянського воїна, старшого лейтенанта А. М. Молдавана                                                                       | с. Яцини, на садибі Петренка                                   | 1943                  | 1956              | —                                        | —                         | —                                | -                                                 |
|    | |                                                                |                       |                   |                                          |                           |                                  |                                                   |